# أيسك
أيسك (بالفارسية: آیسک) هي مدينة تقع في منطقة سرايان في محافظة خراسان الجنوبية في إيران. يقدر عدد سكانها بـ 5,023 نسمة .